# Eois reducta
Eois reducta är en fjärilsart som beskrevs av Claude Herbulot 1988. Eois reducta ingår i släktet Eois och familjen mätare. Inga underarter finns listade i Catalogue of Life.